# Take Command Console
Take Command Console (TCC) (прежние названия — 4DOS for Windows NT и 4NT) — это интерпретатор командной строки, выпускаемый компанией JP Software как более функционально насыщенная замена стандартному интерпретатору командной строки в Microsoft Windows — CMD.EXE. TCC основан на ранее выходивших командных оболочках 4DOS для DOS и 4OS/2 для OS/2.
Начиная с версии 12 у 4NT удалена поддержка Windows 95, 98, ME, NT и 2000. Начиная с версии 16 у TCC удалена поддержка Windows XP, хотя работа в XP по-прежнему возможна. 4NT переименована в Take Command Console (TCC) как часть пакета JP Software Take Command версии 9 и новее.
TCC предоставляет большой набор возможностей для работы с командной строкой и пакетными файлами. Для обеспечения обширного доступа к операционной системе TCC позволяет совместно работать с другими языками сценариев — REXX, Ruby и Perl, или скрипт-языками Windows, в виде движков Active Scripting — VBScript и JScript, а также PerlScript (через ActivePerl), TclScript (через ActiveTcl), PythonScript (через ActivePython) и версией скрипт-движка Object REXX.

## Функциональность
TCC предоставляет гораздо больше возможностей, чем CMD.EXE. Среди них:
- Дополнительные команды
- GUI-команды (msgbox, querybox и т. д.)
- Расширенная функциональность команд, имеющихся в CMD.EXE
- Расширенные возможности пакетных файлов
- Поддержка алиасов (псевдонимов) команд, в том числе в сценариях
- Улучшенный механизм шаблонов (символов подстановки) и возможность фильтрации по размерам файлов, датам и т. д.
- Контекстно-зависимая справка
- Листинги каталогов с цветовой раскраской
- Дополнительные внутренние переменные
- Переменные функции
- Интерактивный отладчик пакетных файлов и текстовый редактор с встроенной подсветкой синтаксиса
- Хранение конфигурации в INI-файле
- Поддержка операций с файлами через несколько интернет-протоколов:
  - FTP
  - TFTP
  - FTPS
  - HTTP
  - HTTPS
  - Jabber
- Поддержка плагинов для дополнительной функциональности